# Dansexpressie
Dansexpressie is een vorm van een Westerse educatieve dans, waartoe ook danstherapie en aerobics behoren.
Dansexpressie is ontwikkeld in Nederland door Kit Winkel en een groep mensen om haar heen. Het is geen uniek Nederlands verschijnsel al heeft het hier in vergelijking met andere (westerse) culturen wel meer voet aan de grond gekregen en zijn oorspronkelijke uitgangspunten kunnen bewaren.
Dansexpressie brengt een wisselwerking tussen beleving en beweging op gang. In dansexpressie wordt uitdrukking gegeven aan datgene wat de dansende beleeft. Dansexpressie wil een bijdrage leveren aan de persoonsvorming en de bewustwording van de danser, niet door het overdragen van een dansvorm maar door het aanspreken van mensen in en door dans. De methodiek dansexpressie geeft 'exploratie', het 'ontdekken', een belangrijke plaats in het didactisch dansproces. Exploreren is een voorwaarde om tot een persoonlijk dansproces te komen en opent de weg naar nieuwe dansbelevingen.
Dansexpressie heeft een plaats gekregen in het onderwijs, het vorming- en groepswerk en in de vrije tijd sector. In Nederland is dansexpressie lange tijd ook als vak onderwezen in het dansvakonderwijs. De Opleiding Docent Dansimprovisatie in Amsterdam leidt ook nu nog vanuit de methodiek dansexpressie docenten op. 
Niet-westerse educatieve dansen zijn medicijn- of genezingsdansen en gevechts- of krijgsdansen. 
Naast educatieve dansen bestaan nog gemeenschapsdans en theaterdans.